# John Bethell (inventor)
John Bethell   (Bristol, 1804 - Cleveland Square, 22 de febrer de 1867) va ser un advocat i inventor britànic. El 1838, va patentar el "procés Bethell" per conservar la fusta amb creosota. Aquell mateix any va ser escollit Col·legiat de la Institució d'Enginyers de Camins. Era el germà petit de Richard, el lord canceller Lord Westbury i, es va casar, el 28 de febrer de 1833, amb la filla de l'arquitecte Robert Abraham, Louisa Sarah.

## Procés Bethell
El procés Bethell inventat per ell, és un procés de destil·lació de quitrans procedents de la combustió de certs carbons grassos (hulla), utilitzat per obtenir una substància química anomenada creosota. La destil·lació esmentada es realitza entre 180 °C i 400 °C.
La composició és molt variada en funció de les diferents utilitzacions. La principal propietat són les seves qualitats biòcides per als agents causants de la deterioració de la fusta, la qual es protegeix impregnant-la amb el producte mitjançant procés que habitualment es realitza en una autoclau i que es denomina creosóstat.